# Веррал, Джордж
Джордж Генри Веррал (1848—1911) — британский энтомолог (диптеролог), ботаник и политик (консерватор). Создал существующую по сей день ассоциацию энтомологов The Verrall Association of Entomologists. В 1910 году был членом Парламента от Ньюмаркета. В 1911, вернувшись из заграничного отпуска, скончался, утомленный избирательной кампанией, пришедшейся на период ухудшения здоровья Джорджа.

## Научная деятельность
Джордж Веррал был одним из известных диптерологов конца XIX и начала XX века. Вместе со своим племянником Джеймсом Коллиным собрали одну из самых крупных частных коллекций двукрылых. Часть коллекций была собрана лично ими, а частично получена за счёт обмена или покупки у других энтомологов. В их коллекции были насекомые, собранные Фердинандом Коварцом, Фридрихом Лёвом, Пьером Маккаром, Жаком Биго. С 1967 года эта коллекция хранится музее в Оксфордского университета. Джордж Веррал описал 77 видов и 6 родов насекомых, в том числе: Agathomyia, Xanthandrus, Melangyna, Criorrhina, Paritamus, Atrichops.

## Ассоциация энтомологов Верралла
Ассоциация энтомологов Верралла продолжает чтить традицию ежегодного ужина энтомологов: начатую в 1887 году Г. Х. Верраллом как Ежегодный ужин энтомологического клуба. Ужин позволяет энтомологам-любителям и профессионалам встретиться раз в год на светском собрании в качестве совместителей в своей области науки, обменяться идеями, завести новых друзей и встретиться со старыми.

## Ботаника
Его интерес к ботанике и сохранению дикой природы привел к тому, что Веррол купил участки Викен-Фен для их сохранения. Ему удалось заново открыть ряд видов флоры, которые шестьдесят лет назад были объявлены вымершими Кардейлом Бабингтоном, профессором ботаники Кембриджского университета.

## Политика
В политическом плане Веррол был сильным юнионистом, и в 1894 году он стал председателем Ассоциации консерваторов Ньюмаркета и округа. Он был членом Совета графства Кембриджшир, Совета городского округа Ньюмаркет и Совета попечителей Ньюмаркета. Он руководил кампанией 1895 года, которая привела к тому, что полковник Гарри Маккалмонт выиграл место в парламенте от Ньюмаркета у либералов. Когда МакКальмонт умер в 1902 году, либерал Чарльз Дэй Роуз вернул себе место. В январе 1910 года он выступил против Роуза на всеобщих выборах, став членом парламента от Ньюмаркета . Его период вКоммонс был недолгим, поскольку Роуз вернул себе место либералов на следующих выборах в декабре того же года.

## Смерть
Верралл, у которого некоторое время было плохое здоровье, был истощен предвыборной кампанией в декабре 1910 года. Вернувшись из длительного отпуска за границей, он умер от «водянки» вскоре после возвращения в Ньюмаркет в сентябре 1911 года в возрасте 64 лет.